# Germán González Navarro
Germán González Navarro (Albacete, Castilla-La Mancha,  22 de noviembre de 1954) es un exjugador de baloncesto español, que ocupaba la posición de escolta.  

## Trayectoria
- 1977-1978 Círcol Catòlic de Badalona
- 1978-1979 Mollet Sedimar
- 1979-1981 Joventut
- 1981-1984 Bàsquet Manresa
- 1984-1986 Caja Ronda
- 1986-1991 Cajacanarias

## Palmarés
- Campeón de la Copa Korac con el Joventut en la temporada 1980-1981.